# Taifa Granada

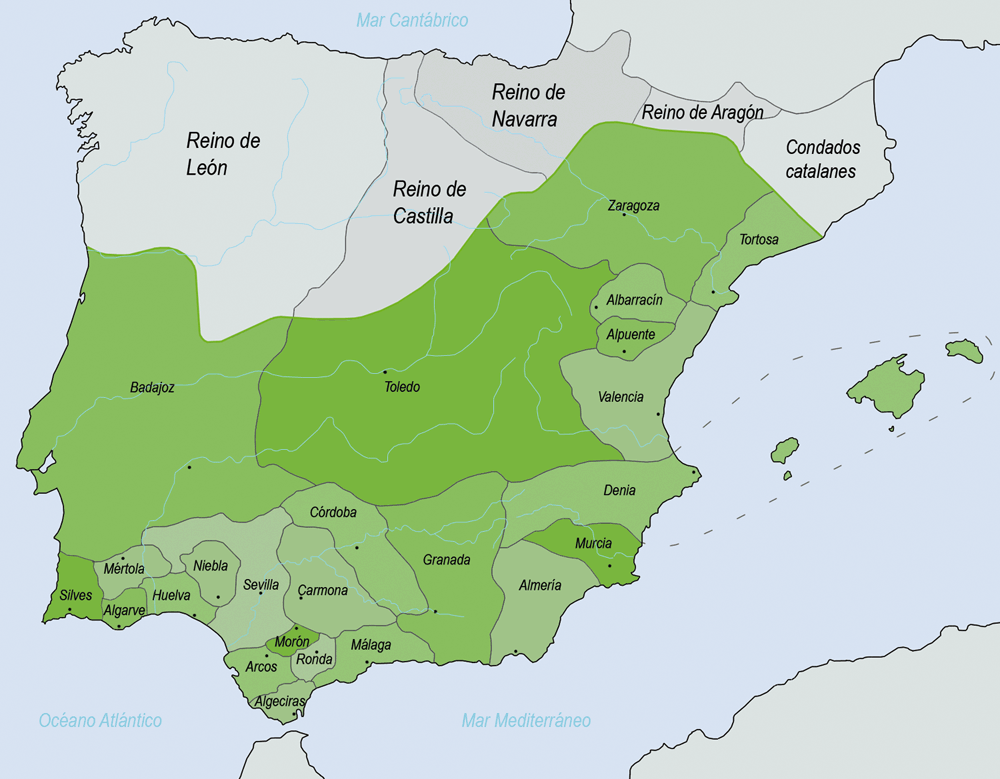
Ligging t.o.v. andere taifa's

De taifa Granada was een emiraat (taifa) in de regio Andalusië, in het zuiden van Spanje. De stad Granada (Arabisch: Garnatah) was de hoofdplaats van de taifa. De taifa kende een onafhankelijke periode van 1013 tot 1090 en in 1145.

## Lijst van emirs
Ziriden
- Zawi ibn Ziri: 1013–1019/20
- Habus ibn Maksan: 1019/20–1038
- Badis ibn Habus al-Muzaffar al-Nasir: 1038–1073
- Abd Allah ibn Buluggin ibn Badis: 1073–1090
- Aan Almoraviden uit Marokko: 1090–1145
- Ibn Adha: 1145
- Abu Jafar Ahmed ibn Hud Sayf al-Dawla: 1145
- Aan Almohaden uit Marokko: 1145–1237